# Wally Hayward
Wallace Henry Hayward  dit Wally Hayward, né le 10 juillet 1908 à Johannesbourg et mort le 24 avril 2006 dans la même ville, est un athlète sud-africain.
Il est médaillé de bronze du 6 miles lors des  Jeux de l'Empire britannique de 1938. Il remporte le Comrades Marathon à cinq reprises (1930, 1950, 1951, 1953 et 1954) et termine dixième du marathon masculin aux Jeux olympiques d'été de 1952.